# Mrkonjić Grad
Mrkonjić Grad (serb. Мркоњић Град) – miasto w Bośni i Hercegowinie, w Republice Serbskiej, siedziba gminy Mrkonjić Grad. W 2013 roku liczyło 7017 mieszkańców.

## Historia
W czasie II wojny światowej w Mrkonjić Gradzie funkcjonowała jednostka antyfaszystowskiego ruchu oporu NOVJ, której bojownicy listopadzie 1943 powołali Narodowowyzwoleńczą Radę Antyfaszystowską Bośni i Hercegowiny (ZAVNOBiH).
10 października 1995, przy wsparciu nalotów NATO, Mrkonjić Grad zdobyli Chorwaci. W czasie okupacji miasta, chorwaccy nacjonaliści zamordowali 480 serbskich cywilów i jeńców wojennych. W kwietniu 1996 ekshumowano szczątki ponad 181 osób ze zbiorowej mogiły na cmentarzu prawosławnym, wśród nich 46 kobiet.
Po porozumieniu w Dayton, miasto zostało oddane Republice Serbskiej.